# Анан (Франция)
Ана́н (фр. и окс. Anan) — коммуна во Франции, находится в регионе Юг — Пиренеи. Департамент — Верхняя Гаронна. Входит в состав кантона Л’Иль-ан-Додон. Округ коммуны — Сен-Годенс.
Код INSEE коммуны — 31008.

## География
Коммуна расположена приблизительно в 630 км к югу от Парижа, в 60 км к юго-западу от Тулузы.
По территории коммуны протекают реки Сав и Ларжо.

## Климат
Климат умеренно-океанический. Зима мягкая и снежная, весна характеризуется сильными дождями и грозами, лето сухое и жаркое, осень солнечная. Преобладают сильные юго-восточные и северо-западные ветры.

## Население
Население коммуны на 2010 год составляло 222 человек.
| 1962 | 1968 | 1975 | 1982 | 1990 | 1999 | 2010 |
| ---- | ---- | ---- | ---- | ---- | ---- | ---- |
| 308  | 270  | 261  | 244  | 238  | 230  | 222  |

## Администрация
| Период | Период | Фамилия        | Партия | Примечания |
| ------ | ------ | -------------- | ------ | ---------- |
| 1944   | 1953   | Венсан Кастекс |        |            |
| 1953   | 1971   | Рене Дюбеш     |        |            |
| 1971   | 1983   | Поль Сон       |        |            |
| 1983   | 2001   | Робер Жильбер  |        |            |
| 2001   | 2008   | Поль Сон       |        |            |
| 2008   | 2020   | Лоран Бриоль   |        |            |

## Экономика
В 2010 году среди 136 человек трудоспособного возраста (15—64 лет) 87 были экономически активными, 49 — неактивными (показатель активности — 64,0 %, в 1999 году было 70,9 %). Из 87 активных жителей работали 81 человек (39 мужчин и 42 женщины), безработных было 6 (5 мужчин и 1 женщина). Среди 49 неактивных 7 человек были учениками или студентами, 29 — пенсионерами, 13 были неактивными по другим причинам.